# Maurice Meuleman
Maurice Meuleman (* 17. April 1934 in Mere, Provinz Ostflandern; † 22. Dezember 1998 in Haaltert) war ein belgischer Radrennfahrer.

## Sportliche Laufbahn
Meulemann war Straßenradsportler. Von 1955 bis 1957 war er Unabhängiger. 1958 wurde er Berufsfahrer im Radsportteam Elvé-Peugeot. Er blieb bis 1964 als Profi aktiv. Als Unabhängiger gewann er 1955 den Circuit des régions flamandes amateurs, 1956 den Circuit des Ardennes flamandes und eine Etappe der Belgien-Rundfahrt für Amateure, 1957 die Flandern-Rundfahrt für Unabhängige vor Jules Van Ryssel und Ypern-Wevelgem. In seiner ersten Saison als Berufsfahrer war er in den Eintagesrennen Grand Prix d’Isbergues und Escaut-Dendre-Lys erfolgreich. 1959 gewann er die Elfstedenronde vor Leon Vandaele. 1961 siegte er im Etappenrennen Dwars door Vlaanderen und gewann eine Etappe. 1963 siegte er im Omloop van Midden-Vlaanderen vor Benoni Beheyt.
Etappensiege holte Meuleman im Circuit du Provençal 1958, in der Tour du Nord 1960 und in der Tour de Suisse 1961 (35. Platz in der Gesamtwertung). In Belgien konnte er eine Reihe von Rundstreckenrennen und Kriterien gewinnen.
Zweiter wurde er 1959 im Grand Prix d’Isbergues hinter Jean-Claude Annaert und 1960 im Grote Prijs Briek Schotte. In den Rennen der Monumente des Radsports war der 26. im Rennen Paris–Roubaix 1960 sein bestes Resultat.